# Bandera de la Pobla de Claramunt
La bandera oficial de la Pobla de Claramunt té el següent blasonament:
Bandera apaïsada de proporcions dos d'alt per tres de ample, quarterada, el primer i el quart, grocs, cadascun amb un mont floronat vermell d'altura 7/18 de l'alt del drap; i el segon i el tercer, vermells, cadascun amb tres cards grocs d'altura 7/18 de l'alt del drap.
Va ser aprovada el 12 de febrer de 1991 i publicada en el DOGC el 27 de febrer del mateix any amb el número 1412.